# جين لابوتايري
جين لابوتايري (بالإنجليزية: Jane Lapotaire)‏ (و. 1944  م) هي مؤلفة، وكاتِبة، وممثلة مسرحية، وممثلة أفلام بريطانية، ولدت في إبسوتش.

## التعليم
تعلمت في مدرسة بريستول أولد فيك المسرحية.

## جوائز
حصلت على جوائز منها:
- جائزة المنافسة العامة  [لغات أخرى]‏ (1946)
- قائد الفنون والآداب

## وصلات خارجية
- جين لابوتايري على موقع IMDb (الإنجليزية)
- جين لابوتايري على موقع ألو سيني (الفرنسية)
- جين لابوتايري على موقع ميوزك برينز (الإنجليزية)
- جين لابوتايري على موقع أول موفي (الإنجليزية)
- جين لابوتايري على موقع قاعدة بيانات برودواي على الإنترنت (الإنجليزية)
- جين لابوتايري على موقع قاعدة بيانات الأفلام السويدية (السويدية)
- جين لابوتايري على موقع إن إن دي بي (الإنجليزية)
- جين لابوتايري على موقع قاعدة بيانات الفيلم (الإنجليزية)
- جين لابوتايري على موقع كينوبويسك (الروسية)